# Timfeus
Els timfeus (en grec antic: Τυμφαῖοι, llatí: Tymphaei) eren un poble epirota, segons Estrabó, que vivia al districte de Timfea, a l'Epir. Tenien com a veïns a la part sud al poble dels molossos, i ocupaven les muntanyes de Timfe, una branca del Pindos al nord-est de l'Epir, modernament conegudes com a muntanyes de Zagora. Plini el Vell diu que els timfeus eren un poble etoli, però en un altre passatge els fa macedonis.